# Cambisene

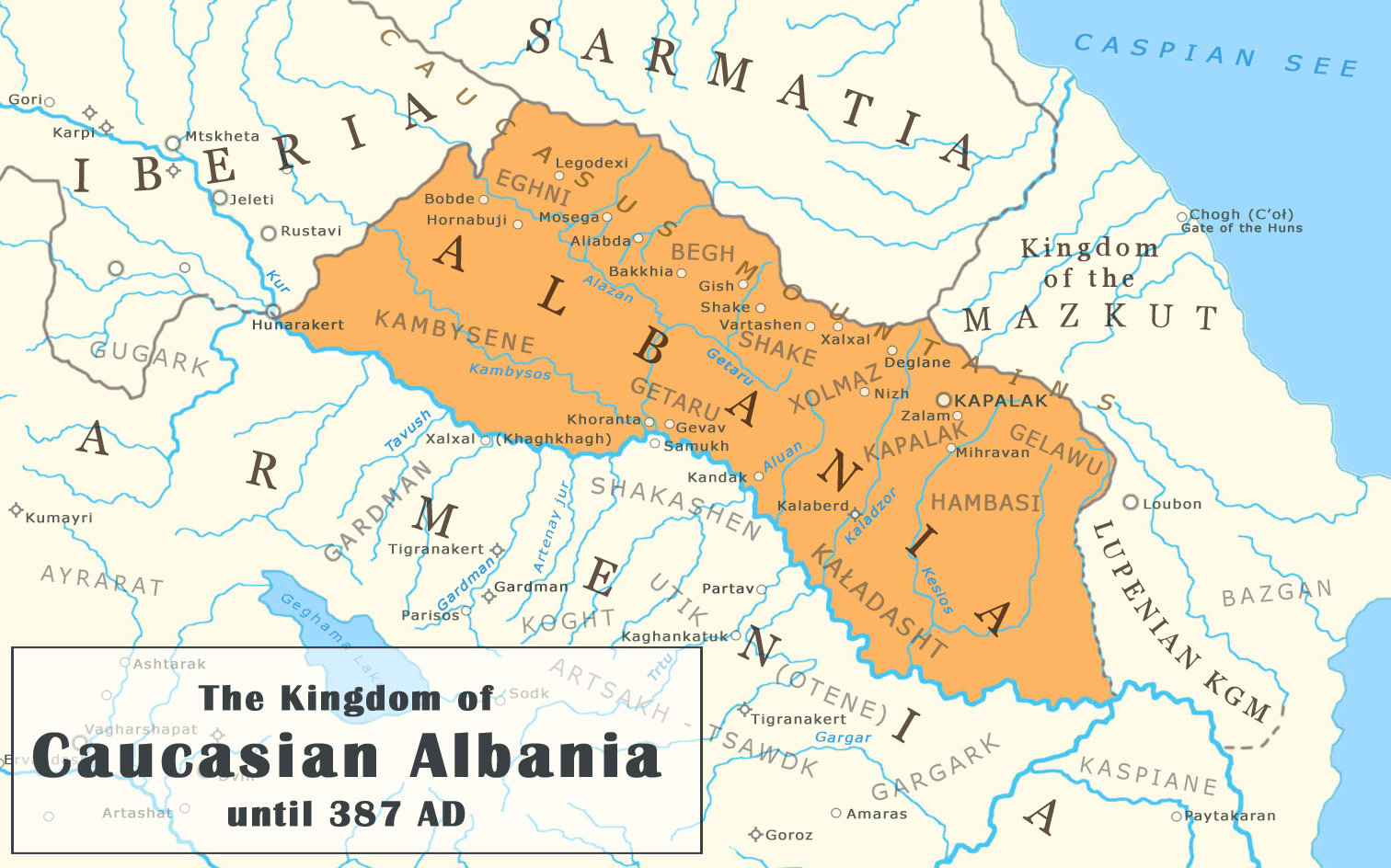
Cambisene como parte de la Albania caucásica.

Cambisene (en griego antiguo: Καμβυσηνη, romanizado: Kambysēnē; en armenio: Կամբեճան, romanizado: Kʿambēčan; en georgiano: კამბეჩოვანი, romanizado: Kambečovani) era una región atestiguada por primera vez en la Geografía del antiguo geógrafo e historiador Estrabón (64/3 a. C. - 24 d. C.).

## Geografía
Según Estrabón, comprendía uno de los ascares o gavares más septentrionales del reino de Armenia, y limitaba con las cordillera del Cáucaso y una región escarpada y sin agua por la que pasaba un paso que conectaba la Albania caucásica y el reino de Iberia,  en la época de la campaña militar de la Romana en la región en el año 65 a. C., dirigida por el general y estadista Pompeyo.Añade Estrabón, que la entrada en Albania desde Iberia se realiza a través de la seca y salvaje Cambisene hasta el Alazonio. El historiador alemán Wilhelm Fabricius (1861-1920) creía que solo comprendía el territorio entre los ríos Ciro (actual Iori) y Alazonio (actual Alazani); el consenso actual es que era mucho mayor y probablemente se extendía desde el río Ciro en el oeste hasta el río Alazoni en el este. El consenso actual es que era mucho mayor y que probablemente se extendía desde el río Ciro, al oeste, hasta el río Alaczonio, al este. Independientemente de cuáles fueran realmente los límites precisos de Cambysene, la(s) carretera(s) que atravesaba(n) la región le otorgaba(n) importancia geopolítica. Se describe como una región escasamente habitada  y árida. En la actualidad Cambisene corresponde al cantón armenio de Kambetchan, en Azerbaiyán.

## Etimología
La grafía Cambisene es la forma latina de la griega antigua Kambysēnē, que a su vez se formó en algún momento del período helenístico a partir de un nombre indígena que correspondía al armenio Kʿambēčan. En georgiano el nombre se escribe Kambečovani y en árabe Qambīzān. Según el geógrafo del siglo VI Esteban de Bizancio, siguiendo la etimología tradicional popular pero no verificada, Kambysēnē era un «país persa»(en griego antiguo: persikē khōra) llamado así por Cambises II (r. 530-522 a. C.), Rey de Reyes del Imperio aqueménida persa.  Esta afirmación es rechazada por los académicos actuales, que señalan al afluente del río Ciro (actual río Iori), como origen de la palabra. Según el iranólogo Ernst Herzfeld (1879-1948) tanto los ríos Ciro y Cambises como los nombres en persa antiguo Kuruš y Kambūjiya derivaban de dos grupos étnicos; aunque considerada una suposición atractiva, la hipótesis de Herzfeld es vista como dudosa por Marie Louise Chaumont. Wilhelm Tomaschek relaciona el nombre con el armenio kambeči 'búfalo'.

## Historia
Se desconoce si Cambisene fue incorporada al Imperio aqueménida. Cuando el reino de Armenia bajo la dinastía artáxida estaba en su apogeo territorial, durante el reinado de Tigranes II el Grande (r. 95-55 a. C.), Cambisene era una de sus provincias o distritos. Siguió formando parte de Armenia hasta que fue conquistada por Albania Caucásica, muy probablemente después de que Tigranes fuera derrotado en el año 69 a. C. por los romanos en la Batalla de Tigranocerta.
La geografía armenia del siglo VII Ashkharhatsuyts localiza Kambechan (en armenio clásico: Kambečan)  en el río Kur, en la Albania caucásica, lo que revela que Kambechan debía de ser más pequeña que la Cambisene de los autores clásicos. El historiador del siglo X Movses Kaghankatvatsi también menciona la provincia de Kambechan.
La Kambechan de la historiografía armenia fue conquistada por los árabes en el siglo VII. A finales del siglo IX, junto con el Shaki al este, comprendía un extenso territorio sobre el que los esmbaratos armenios ejercían su dominio como vasallos de la más poderosa dinastía Bagratuni. Sus habitantes eran predominantemente de origen armenio y hablantes de armenio.